# Șulhivka, Solone
Șulhivka (în ucraineană Шульгівка) este un sat în comuna Orlove din raionul Solone, regiunea Dnipropetrovsk, Ucraina.

## Demografie
Componența lingvistică a localității Șulhivka
     Ucraineană (90,23%)
     Rusă (9,77%)
Conform recensământului din 2001, majoritatea populației localității Șulhivka era vorbitoare de ucraineană (90,23%), existând în minoritate și vorbitori de rusă (9,77%).